# Cimetière militaire allemand de Consenvoye
Pour un article plus général, voir Sites funéraires et mémoriels de la Première Guerre mondiale (Front Ouest).
Le cimetière militaire allemand de Consenvoye est un cimetière militaire de la Grande Guerre, situé sur le territoire de la commune de Consenvoye, dans le département de la Meuse.
Le 20 septembre 2023, le site fait partie des 139 sites mémoriels et funéraires de la Première Guerre mondiale inscrits au patrimoine mondial de l'UNESCO.

## Historique
En 1920, les autorités françaises décidèrent de rassembler dans ce cimetière, les dépouilles de soldats allemands morts au combat sur les deux rives de la Meuse entre Verdun et Stenay. L'aménagement paysager fut réalisé par le V.D.K. en 1927-1928.
En 1943, furent transférés dans ce cimetière, 6 000 corps de soldats allemands inhumés dans les cimetières de la vallée de la Meuse et en Argonne. Les sépultures sont regroupées et sur ces  tombes communes d’épaisses croix de schiste remplacent les croix individuelles. Mais la fin de la Seconde Guerre mondiale mit fin à ces transferts. 
Dans les années 1970, les anciennes croix en bois furent remplacées par des croix en métal et, des plaques où sont inscrits l'identité des défunts sont fixées sur le sol sur lesquelles.
Le 22 septembre 1984 avant une cérémonie à Douaumont qui donnera lieu au "Geste de Verdun", le chancelier allemand Helmut Kohl et le Président de la République française François Mitterrand se sont recueillis au cimetière de Consenvoye.

## Caractéristiques
La nécropole allemande de Consenvoye est la plus importante du département de la Meuse pour le nombre de personnes inhumées en tombes individuelles : 11 146 soldats y reposent : 11 083 Allemands, 62 Austro-hongrois et un Russe ; 8 609 en tombes individuelles ; 2 537 en tombes collectives dont 1 501 ont pu être identifiés.

En face du portillon d'entrée, sur un mur de grès, a été apposée une plaque en fonte sur laquelle a été gravée cette inscription : 

« Auf diesem Soldatendfriedhof ruhen 11 148 deutsche Soldaten / 1914-1918 / »

.

En 2014, sur une plaque figure cette inscription: 

« A la mémoire des 62 soldats de l’armée austro-hongroise et unités de landwehr qui reposent en ce lieu »

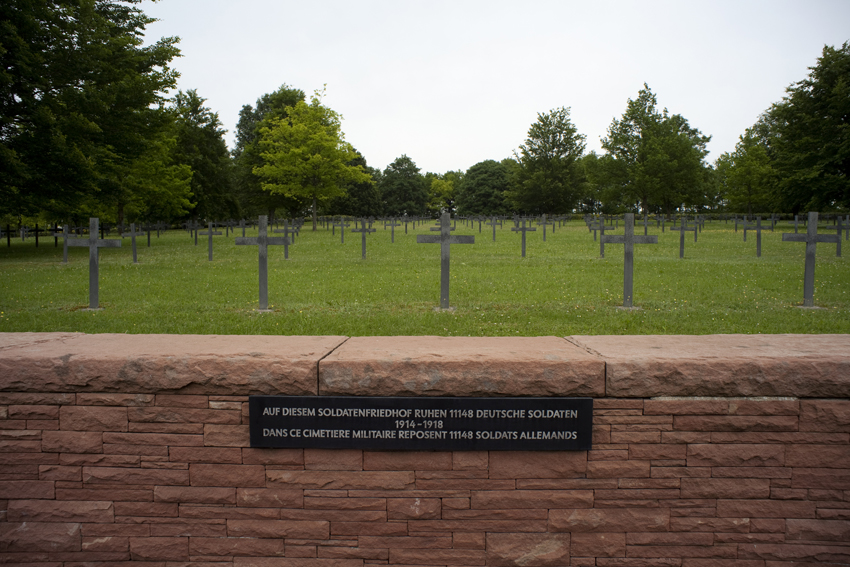
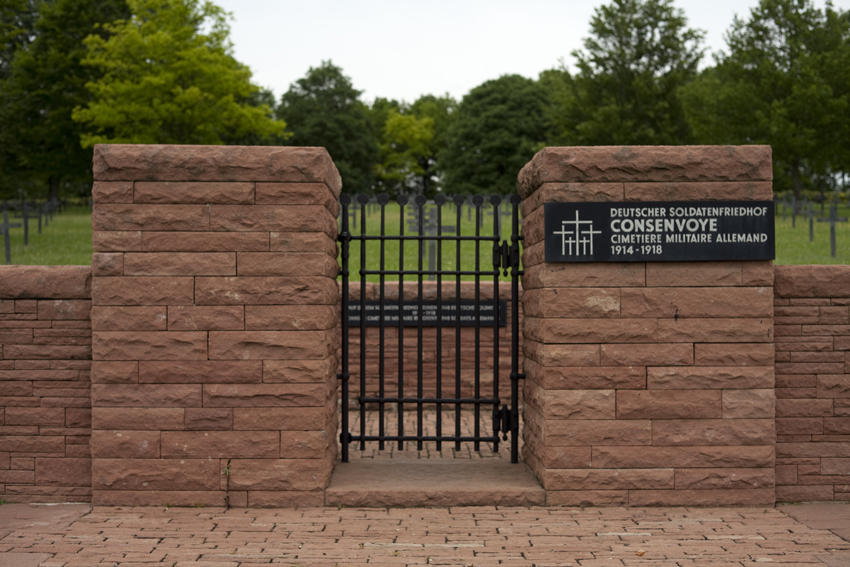
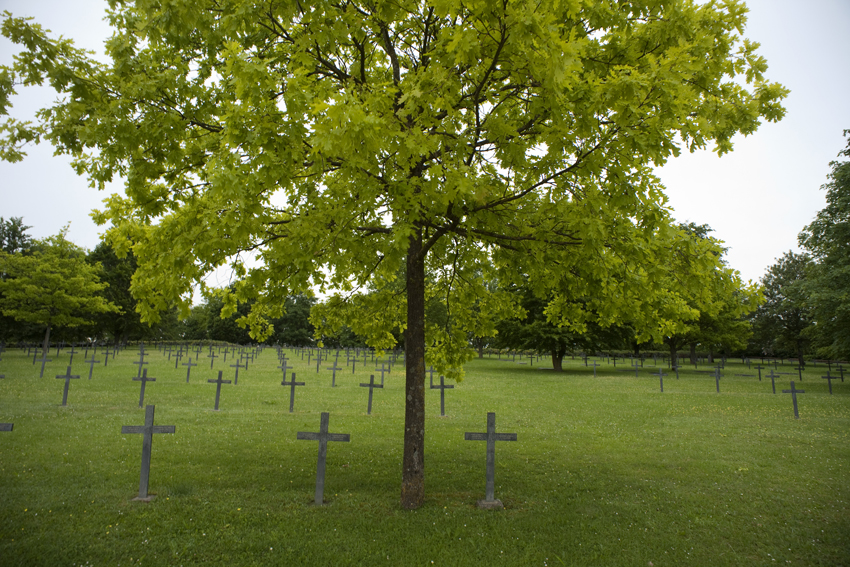
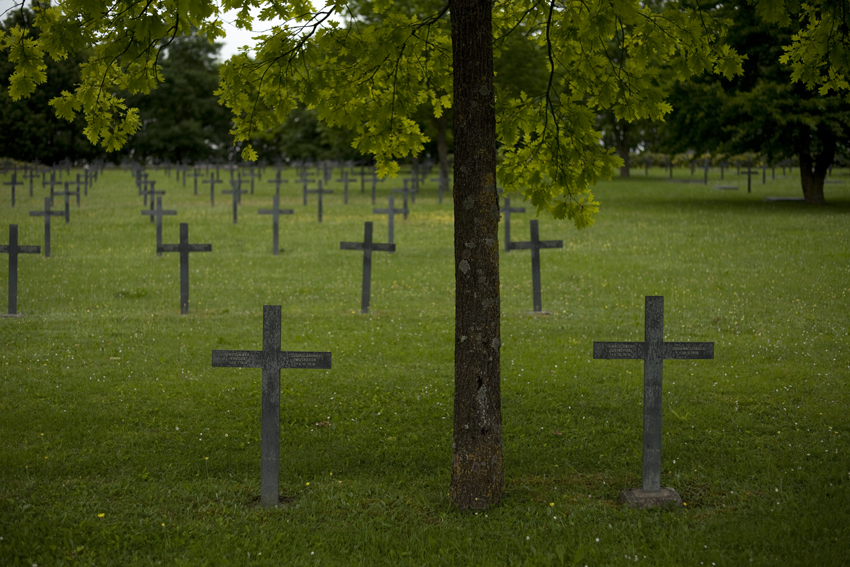
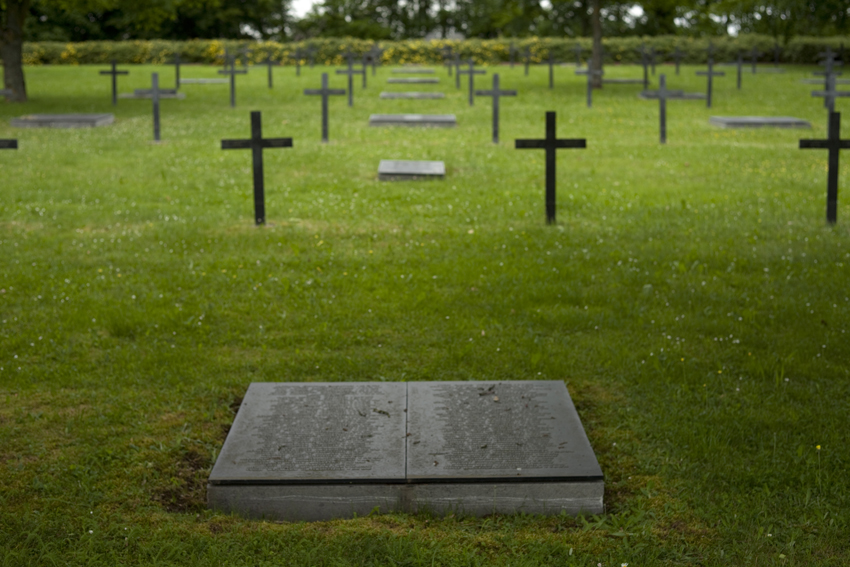